# Линия M5 (Будапештский метрополитен)
Линия М5 (венг. M5-ös metróvonal) — проектируемая линия Будапештского метро. В состав линии войдут несколько железнодорожных маршрутов в черте Будапешта и будет сооружён подземный участок в центре города.

## Проект

Проект трассировки линии.

Впервые о планах строительства линии говорили в 1990-х годах, в связи с ростом населения пригородов. 
Правительство Венгрии планировало получить средства на строительство новой линии, в том числе, за счёт программ финансирования инфраструктурных проектов ЕС. В 2005 году муниципалитет города выделил 100 000 000 форинтов на разработку проекта, однако точных дат начала строительства и сдачи линии в эксплуатацию не называлось. 14 апреля 2021 года началось разведывательное бурение на площади Кальвина.

## Маршрут
Согласно проекту, линия включит в себя несколько пригородных маршрутов и пройдёт под землей в центре Будапешта. Будет иметь пересадки на все 4 существующие линии метро. Ожидается, что линия пройдет вдоль двух берегов реки Дунай и пересечёт её в центре, в районе острова Маргит (венг. Margit-sziget).
Согласно проекту, М5 должна пересекать все другие линии метро и иметь станции пересадки: с линией М1 на площади Oktogon, с линией М2 на станции Astoria и линиями М3 и М4 на Kálvin tér.

## Пересадки
| № | Пересадка на линию | Со станции  | На станцию  |
| - | ------------------ | ----------- | ----------- |
| 5 | Линия M5           | Кальвин тер | Кальвин тер |